# Gaby Morlay
Blanche Pauline Fumoleau, mais conhecida pelo pseudônimo Gaby Morlay (Angers, 8 de junho de 1893 - Nice, 4 de julho de 1964) foi uma atriz francesa.

## Filmografia

### Cinema
- 1914: Le 2 août 1914 de Max Linder
- 1914: Max dans les airs de Max Linder
- 1914: La Sandale rouge de Henry Houry
- 1915: Les Épaves de l'amour de René Le Somptier
- 1917: Au paradis des enfants de Charles Burguet
- 1917: Pour épouser Gaby de Charles Burguet : (Gaby)
- 1917: Gaby en auto de Charles Burguet : (Gaby)
- 1917: Prête moi ton habit de Georges Monca
- 1917: Le Serment d'Anatole de Georges Monca
- 1919: Un ours de Charles Burguet
- 1920: Le Chevalier de Gaby de Charles Burguet : (Gaby)
- 1921: L'Agonie des aigles de Dominique Bernard-Deschamps et Julien Duvivier : (Lise Charmois)
- 1923: La Mendiante de Saint-Sulpice de Charles Burguet
- 1924: Faubourg Montmartre de Charles Burguet : (Ginette Gentilhomme)
- 1924: Souvent femme varie de Jean Legrand
- 1926: Jim la Houlette, roi des voleurs de Roger Lion et Nicolas Rimsky : (Pauline Bretonneau)
- 1928: Les Nouveaux Messieurs de Jacques Feyder
- 1930: Accusée, levez-vous ! de Maurice Tourneur : (Gaby Delange)
- 1930: Maison de danses de Maurice Tourneur : (Estrella)
- 1931: Ariane, jeune fille russe de Paul Czinner : (Ariane)
- 1931: La pura verdad de Florian Rey et Manuel Romero
- 1931: Faubourg Montmartre de Raymond Bernard
- 1931: Paris-Méditerranée de Joe May - Juste une participation -
- 1931: Après l'amour de Léonce Perret : (Germaine)
- 1932: Mélo de Paul Czinner : (Romaine)
- 1933: Le Maître de forges d'Abel Gance : (Claire de Beaulieu)
- 1933: Le Billet de mille de Marc Didier : (La désespérée)
- 1933: Il était une fois de Léonce Perret : (Ellen et Mary)
- 1934: Le Scandale de Marcel L'Herbier : (Charlotte Férioul)
- 1934: Nous ne sommes plus des enfants d'Augusto Genina(Roberte)
- 1934: Jeanne de Georges Marret et Victor Tourjansky (Madeleine Préolier)
- 1934: Aux portes de Paris de Charles Barrois : (La Madonne)
- 1934: Le Bonheur de Marcel L'Herbier, (Clara Stuart)
- 1936: Les Grands de Robert Bibal et Félix Gandera : (Hélène Lormier)
- 1936: Les Amants terribles de Marc Allégret : (Annette Fournier)
- 1936: Le Roi de Pierre Colombier : (Marthe Bourdier, la femme de l'industriel)
- 1936: Samson de Maurice Tourneur, (Anne-Marie d'Andeline)
- 1936: La Peur ou Vertige d'un soir de Victor Tourjansky : (Irène Sylvain)
- 1937: Nuits de feu de Marcel L'Herbier : (Lisa Andréieva)
- 1937: Le Messager de Raymond Rouleau, (Marie)
- 1937: Un déjeuner de soleil de Marcel Cohen : (Manon Watteau)
- 1937: Quadrille de Sacha Guitry : (Paulette Nanteuil)
- 1937: Hercule d'Alexander Esway et Carlo Rim, avec Fernandel : (Juliette Leclerc)
- 1937: Les Nuits blanches de Saint-Pétersbourg (Kreutzer sonata) de Jean Dréville, (Hélène Voronine)
- 1939: Entente cordiale de Marcel L'Herbier : (La reine Victoria)
- 1939: Giuseppe Verdi de Carmine Gallone : (Giuseffina Strepponi)
- 1939: Derrière la façade de Georges Lacombe et Yves Mirande, (Gaby)
- 1939: Le Bois sacré de Léon Mathot et Robert Bibal : (Adrienne Champmorel)
- 1939: La Mode rêvée de Marcel L'Herbier
- 1940: Le Diamant noir de Jean Delannoy, (Mademoiselle Marthe Dubard)
- 1940: Paris-New York d'Yves Mirande : (Gaby)
- 1940: Elles étaient douze femmes de Georges Lacombe : (Mme Marion)
- 1941: Le Destin fabuleux de Désirée Clary de Sacha Guitry : (Désirée Clary)
- 1942: L'Arlésienne de Marc Allégret : (Rose Mamaï)
- 1942: Les Ailes blanches de Robert Péguy : (Sœur Claire)
- 1942: Mademoiselle Béatrice de Max de Vaucorbeil : (Mlle Béatrice)
- 1942: Le Voile bleu de Jean Stelli, (Louise Jarraud)
- 1943: Des jeunes filles dans la nuit de René Le Hénaff, (Madame de Saint-André)
- 1943: Service de nuit de Jean Faurez : (Suzanne)
- 1943: La Cavalcade des heures de Yvan Noé : (La mère de Pierrot)
- 1944: L'Enfant de l'amour de Jean Stelli : (Liane Orland)
- 1944: Lunegarde de Marc Allégret : (Armance de Lunegarde)
- 1945: Dernier Métro de Maurice de Canonge : (Mathilde Bourgeot)
- 1945: Farandole d'André Zwobada, (L'actrice)
- 1945: Son dernier rôle de Jean Gourguet, (Hermine Wood)
- 1946: Un revenant de Christian-Jaque, (Geneviève Gonin)
- 1946: Hyménée d'Émile Couzinet : (Agnès d'Aubarède)
- 1946: Mensonges de Jean Stelli : (Marie Leroux)
- 1946: Allô! j'écoute / Fantaisie sur le téléphone de René Lucot
- 1947: Les Amants du pont Saint-Jean d'Henri Decoin : (Victorine Rousset)
- 1947: Le Village perdu de Christian Stengel : (Angélique Barodet)
- 1948: Gigi de Jacqueline Audry : (Tante Alicia)
- 1948: Trois garçons, une fille de Maurice Labro : (Hélène Dourville)
- 1949: Millionnaires d'un jour de André Hunebelle : (Hélène Berger)
- 1949: Sans tambour ni trompette de Roger Blanc
- 1949: Eve et le serpent de Charles-Félix Tavano
- 1949: Vedettes en liberté de Jacques Guillon
- 1949: Orage d'été de Jean Gehret : (Mme Arbelot)
- 1949: Due sorelle amano de Jacopo Comin
- 1950: Mammy de Jean Stelli : (Mme Pierre)
- 1950: Une fille à croquer / Le petit chaperon rouge de Raoul André : (Mme de Mergrand / Mathilde Chaperon)
- 1950: Né de père inconnu de Maurice Cloche : (Mme Nogent)
- 1950: Sa majesté Monsieur Dupont - (Prima communione) de Alessandro Blasetti : (Maria carloni)
- 1951: Anna d'Alberto Lattuada, (La mère supérieure)
- 1951: Le Plaisir de Max Ophüls, (Denise) (Le Masque)
- 1951: Foyer perdu de Jean Loubignac : (Aline Barbentin)
- 1952: La Fille au fouet de Jean Dréville : (Lamberta)
- 1952: Das Geheimnis vom Bergsee de Jean Dréville
- 1953: Si Versailles m'était conté... de Sacha Guitry
- 1953: L'Amour d'une femme de Jean Grémillon, (Germaine Leblanc)
- 1953: Les Amoureux de Marianne de Jean Stelli : (Mme Duboutoir)
- 1954: Napoléon de Sacha Guitry
- 1954: Papa, maman, la bonne et moi de Jean-Paul Le Chanois, (Gabrielle Langlois)
- 1954: Fantaisie d'un jour de Pierre Cardinal : (Marcelle Bénard)
- 1955: L'Impossible Monsieur Pipelet d'André Hunebelle : (Germaine Martin)
- 1955: Papa, maman, ma femme et moi de Jean-Paul Le Chanois, (Gabrielle Langlois, la mère)
- 1955: Les Chiffonniers d'Emmaüs de Robert Darène, (Lucie Coutaz)
- 1956: Mitsou de Jacqueline Audry, (Madame Clairault)
- 1956: Lorsque l'enfant paraît de Michel Boisrond : (Olympe Fouquet)
- 1956: Crime et châtiment de Georges Lampin : (Mme Brunel)
- 1956: Les Lumières du soir de Robert Vernay : (Rose Hessler)
- 1956: Quai des illusions d'Émile Couzinet : (Mme Vincent)
- 1957: Les Collégiennes d'André Hunebelle, (Mme Ancelin)
- 1957: Sacrée jeunesse d'André Berthomieu : (Zabeth Longué)
- 1957: Le Tombeur de René Delacroix : (Agathe de Chamillac)
- 1958: Mon coquin de père de Georges Lacombe : (Roberte)
- 1959: Ramuntcho de Pierre Schoendoerffer, (Dolorès)
- 1960: Fortunat d'Alex Joffé, (Mademoiselle Emilienne Massillon)
- 1963: La Bande à Bobo de Tony Saytor : (La comtesse del Mariano)
- 1964: Monsieur de Jean-Paul Le Chanois, (Madame Bernadac)

### Teatro
- 1917: Un soir quand on est seul de Sacha Guitry, Théâtre des Bouffes-Parisiens
- 1917: La Petite Bonne d'Abraham d'André Mouëzy-Éon et Félix Gandéra, Théâtre Édouard VII
- 1920: Mademoiselle ma mère de Louis Verneuil, Théâtre Fémina
- 1922: Simone est comme ça d'Yves Mirande et Alexis Madis, Théâtre des Capucines
- 1922: Pourquoi m'as-tu fait ça ? d'Yves Mirande et Alexis Madis, Gustave Quinson, Théâtre des Capucines
- 1924: Après l'amour de Pierre Wolff et Henri Duvernois, Théâtre du Vaudeville
- 1924: Le Geste de Maurice Donnay et Henri Duvernois, Théâtre de la Renaissance
- 1926: Les Nouveaux Messieurs de Robert de Flers et Francis de Croisset, Théâtre de l'Athénée
- 1932: Il était une fois... de Francis de Croisset, Harry Baur, Théâtre des Ambassadeurs
- 1933: La Femme en blanc de Marcel Achard, Théâtre Michel
- 1933: Le Messager d'Henry Bernstein, Théâtre du Gymnase
- 1935: Rouge d'Henry Duvernois, Théâtre Saint-Georges
- 1937: Victoria Regina de Laurence Housman, André Brulé, Théâtre de la Madeleine
- 1937: Quadrille de Sacha Guitry, Théâtre de la Madeleine
- 1938: Victoria Regina de Laurence Housman, André Brulé, Théâtre des Célestins
- 1939: La Maison Monestier de Denys Amiel, Théâtre Saint-Georges
- 1939: Fascicule noir de Louis Verneuil, Théâtre des Célestins, Théâtre des Bouffes-Parisiens
- 1942: Les Inséparables de Germaine Lefrancq, Jacques Baumer, Théâtre de Paris
- 1946: Valérie de Eddy Ghilain, Jean Wall, Théâtre de Paris
- 1947: La Femme de ta jeunesse de Jacques Deval, de l'auteur, Théâtre Antoine
- 1948: Valérie d'Eddy Ghilain, Jean Wall, Théâtre des Célestins
- 1948: Celle qu'on prend dans ses bras d'Henry de Montherlant, mise en scène Claude Sainval, Théâtre de la Madeleine
- 1949: Quadrille de Sacha Guitry, Théâtre des Célestins
- 1950: Celle qu'on prend dans ses bras d'Henry de Montherlant, mise en scène Claude Sainval, Théâtre de la Madeleine
- 1951: Celle qu'on prend dans ses bras d'Henry de Montherlant, mise en scène Claude Sainval et L'Accident d'Henry Duvernois, mise en scène de l'auteur, Théâtre des Célestins
- 1951: Lorsque l'enfant paraît d’André Roussin, mise en scène Louis Ducreux, Théâtre de l’île de France, Théâtre des Nouveautés
- 1956: Lorsque l'enfant paraît d’André Roussin, mise en scène Louis Ducreux, Théâtre des Célestins
- 1959: Long voyage vers la nuit d'Eugene O'Neill, mise en scène Marcelle Tassencourt, Théâtre Hébertot
- 1960: Long voyage vers la nuit d'Eugene O'Neill, mise en scène Marcelle Tassencourt, Théâtre Marigny
- 1960: Gigi de Colette, mise en scène Robert Manuel, Théâtre Antoine
- 1960: Les Joies de la famille de Philippe Hériat, mise en scène Claude Sainval, Comédie des Champs-Élysées, Théâtre de l'Ambigu
- 1961: Les Joies de la famille de Philippe Hériat, mise en scène Claude Sainval, Théâtre des Célestins
- 1963: Le Paria de Graham Greene, mise en scène Jean Mercure, Théâtre Saint-Georges
- 1964: Lorsque l'enfant paraît d’André Roussin, mise en scène Jacques Mauclair, Théâtre des Nouveautés